# Arnö socken
Arnö socken i Uppland ingick i Trögds härad, är sedan 1971 huvudsakligen en del av Enköpings kommun i Uppsala län, från 2016 inom Kungs-Husby distrikt och Vallby distrikt i Enköpings kommun och Aspö distrikt i Strängnäs kommun i Södermanlands län.
Socknens areal var 19,25 kvadratkilometer, allt land. År 1942 fanns här 154 invånare. Det medeltida slottet Utö hus, Arnöbergs herrgård samt sockenkyrkan Arnö kyrka ligger i socknen.  

## Administrativ historik
Arnö socken har medeltida ursprung. Socknen benämndes Bond-Arnö (1352 (DS 4812) : parochie Bondæarnøø) fram till 1930 då namnet förkortades till Arnö.
Socknen omfattade utöver själva Arnö även Oknön och Ängsholmen. Oknön överfördes i alla avseenden till Aspö socken i Selebo härad, Södermanlands län 1942, medan Arnö då överfördes till Kungs-Husby socken och Ängsholmen överförde till Vallby socken. Herresätet Grönsö slott som 1544 flyttats till Arnö socken från Kungs-Husby återfördes till Kungs-Husby 1795.
Vid kommunreformen 1862 övergick socknens ansvar för de kyrkliga frågorna till Arnö församling och för de borgerliga frågorna bildades Arnö landskommun. 1943 upplöstes landskommun och församling varvid ön Arnö med kringliggande holmar (9,15 km2) med Arnö kyrka överfördes till Kungs-Husby socken, delen Ängsholmen av Bryggholmen till Vallby socken och ön Oknön med kringliggande holmar till Aspö socken och därmed från Uppsala till Södermanlands län.
Socknen har tillhört län, fögderier, tingslag och domsagor enligt vad som beskrivs i artikeln Trögds härad. De indelta soldaterna tillhörde Upplands regemente, Enköpings kompani.

## Geografi
Arnö socken ligger sydost om Enköping och omfattar öar i Mälaren där Arnö och Oknön är störst. Socknens öar är kuperade och skogbevuxna.

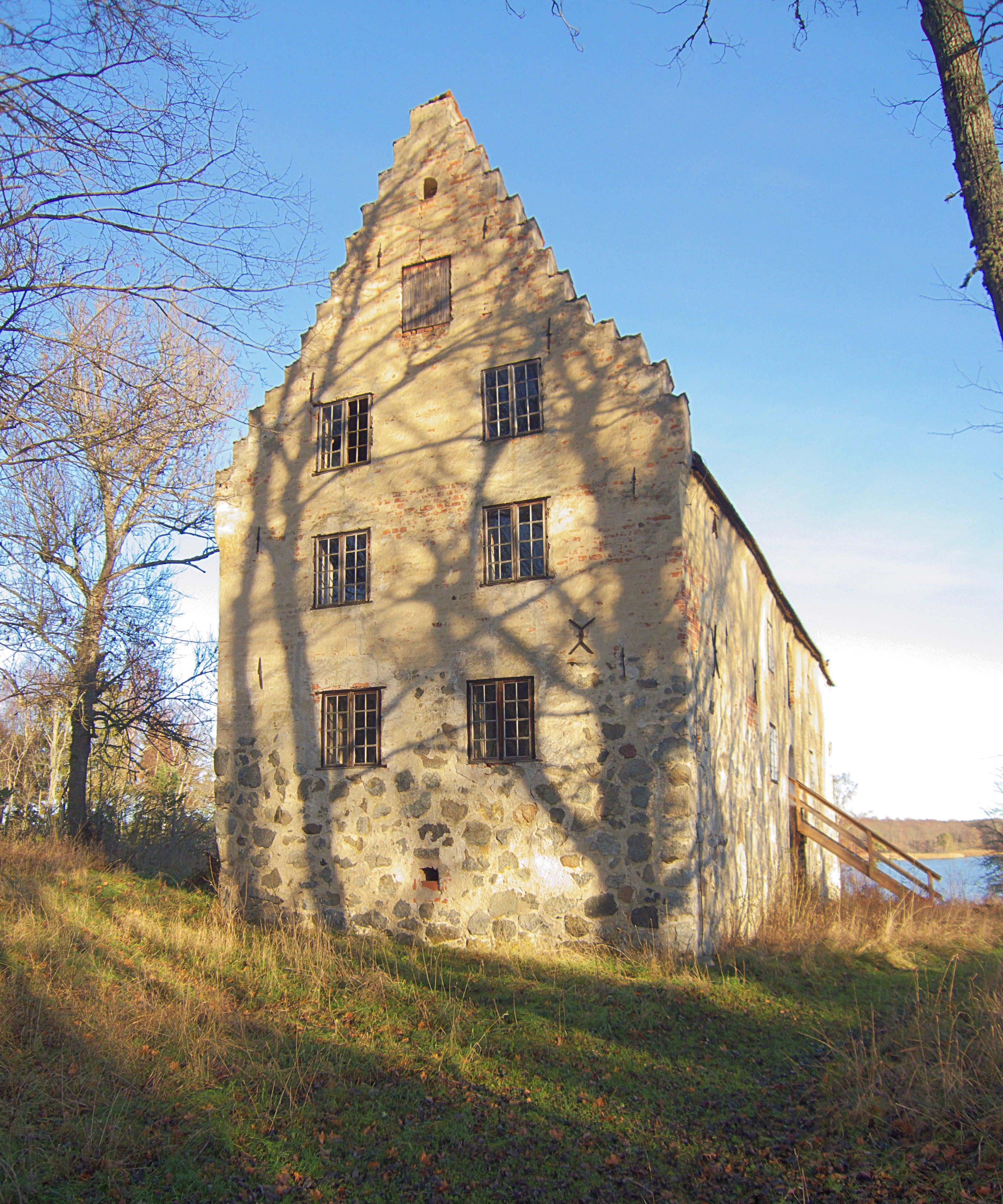
Utöhus medeltida slott

## Fornlämningar
Från järnåldern finns flera gravfält. Fyra runristningar är funna.

## Namnet
Namnet skrevs 1344 Arnö, 1352 Bondäarnöö. Namnet innehåller örn och avsåg tidigast bara norra delen av ön.
Enligt beslut den 28 november 1930 ändrades jordebokssocknens namn från Bondarnö till Arnö.